# ロスサリアス市

州内での位置

ロス・サリアス市（ロスサリアスし、スペイン語 Municipio Los Salias）は、ベネズエラのミランダ州にある市である。市庁所在地はサンアントニオデロスアルトス。面積は51km²、2001年調査による人口は6万0,723人。
ミランダ州の北西部、ロス・アルトス（高地）地方に位置する。カラカスの南郊外にある町で、自動車による通勤圏である。区はサン・アントニオ・デ・ロス・アルトス区の1区のみ。

## 隣接する市
- ミランダ州 - カリサル市、グアイカイプロ市、バルタ市
- 首都地区 - リベルタドル市